# Традиційна економіка
Традиці́йна еконо́міка або натура́льна організа́ція суспі́льного виробни́цтва — нерозвинена економіка, в якій економічні суб'єкти зосереджені переважно на виробництві товарів для власного споживання, а економічні відносини та рішення регулюються традицією. Це один з типів господарювання, що традиційно виділяється в західній економічній науці (два інші — планова та ринкова економіки). Це макроекономічний поділ, що ґрунтується на способі координації (регулювання) економічної діяльності. Термін вельми розпливчастий та суперечливий і відповідно дуже умовний. Насправді очевидно, що «традиційність» та «натуральність» це два абсолютно різні критерії, однак, оскільки вони часто збігаються, то часом їх ототожнення є досить коректним.
Характерні риси:
- Економічна замкненість
- Універсальний характер робочої сили
- Низький рівень спеціалізації і продуктивності праці
- Консерватизм
- визначальна роль природних ресурсів, переважання ручної праці
- безпосередній зв'язок виробництва і споживання